# Thea Leitnerová
Thea Leitner (2. června 1921, Vídeň – 12. srpna 2016) byla rakouská spisovatelka a novinářka.

## Životopis
Thea Leitnerová studovala po maturitě malířství, dějiny umění a jazyky. Poté pracovala jako novinářka a později jako spisovatelka. V roce 1941 složila zkoušku z francouzštiny na vídeňské univerzitě.
V roce 1942 se provdala za přítele z mládí a v roce 1944 se jim narodila dcera Verena. Po rozvodu se opět provdala v roce 1950 za Sebastiana Leitnera, s kterým žila až do jeho smrti v roce 1989.

## Dílo
Leitnerová napsala také řadu knih pro děti a mládež. Jejím prvním bestsellerem byla kniha Habsburgs verkaufte Töchter. Za její úspěšný prodej obdržela Zlatou knihu (50.000 prodaných výtisků).
- Körner aus der Nähe. 1951
- Das Bilderbuch vom Bauernhof. ISBN 3-219-10315-4
- Habsburgs verkaufte Töchter. 1987, ISBN 3800032481, ISBN 978-3800032488
- Skandal bei Hof. 1993, Ueberreuter Verlag, ISBN 3800034921
- Schicksale im Hause Habsburg. 2003, ISBN 3492239803
- Habsburgs Goldene Bräute. Durch Mitgift zur Macht. 2003, (Zlaté nevěsty Habsburků. Věnem k moci) ISBN 3492235255
- Hühnerstall und Nobelball. Leben in Krieg und Frieden 1938-1955. 2003, ISBN 3800039273 (autobiografické dílo)

## Ocenění
- květen 2003: Stříbrné vyznamenání za zásluhy od města Vídně [2]